# Gać (Giełczyn)
Gać – część wsi Giełczyn w Polsce, położona w województwie podlaskim, w powiecie monieckim, w gminie Trzcianne. 
W latach 1975–1998 Gać należała administracyjnie do województwa białostockiego.
Wierni kościoła rzymskokatolickiego należą do parafii Nawiedzenia Najświętszej Maryi Panny w Giełczynie.